# Xan Quinto
Xan Quinto o Xoán Quinto, sobrenom d'Antonio Rodríguez Otero, (Rianxo, 1847 - Portugal, ?) va ser un bandoler gallec. Va néixer a la parròquia d'Araño, a Rianxo, molt probablement el 1847, i va morir a Portugal. S'explica d'ell que va ser processat per diferents jutjats entre 1870 i 1880, i que la seva fama va arribar fins al sud de la península Ibèrica i, fins i tot, fins alguns llocs de Sud-amèrica. Tal com feia Robin Hood a Anglaterra o la mateixa Pepa a Loba a Galícia, Xan Quinto representa el prototip de lladre sanguinari amb els rics i generós i noble amb els pobres.
La seva fama li ha valgut també un lloc en la literatura de la mà de figures com Ramón María del Valle-Inclán, amb el seu conte en llengua castellana Juan Quinto. El jurista Valentín Paz Andrade va signar alguns dels seus articles a la premsa amb el pseudònim de Xan Quinto.